# Parasosibia ceylonica
Parasosibia ceylonica är en insektsart som beskrevs av Ludwig Redtenbacher 1908. Parasosibia ceylonica ingår i släktet Parasosibia och familjen Diapheromeridae. Inga underarter finns listade i Catalogue of Life.